# 伊達興宗

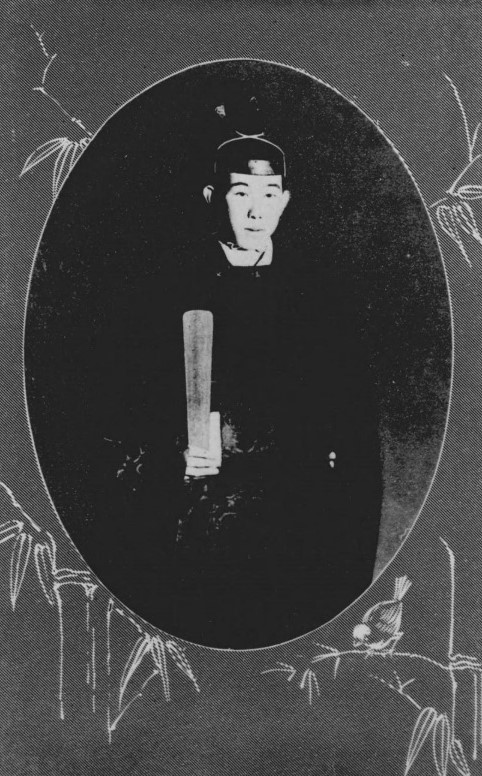
伊達興宗

伊達 興宗（だて おきむね、1906年（明治39年）10月20日 - 1947年（昭和22年）7月2日）は、日本の華族（伯爵）。伊達宗家第32代当主。
1919年（大正8年）3月、学習院初等科を卒業。1923年（大正12年）5月、父の死去により伊達伯爵家を継いだ。その後、東京農業大学に進学する。没後、夫人が伊達家の所有する山林を勝手に売却するなど横暴な振る舞いをして、親族と争いごとに発展したとされ、世間で「新伊達騒動」と言われ注目された。

## 栄典
- 1926年（大正15年）11月1日 - 従五位[3]
- 1930年（昭和5年）11月15日 - 正五位[4]
- 1940年（昭和15年）11月10日 - 紀元二千六百年祝典記念章[5]
- 1941年（昭和16年）12月15日 - 正四位[6]

外国勲章佩用允許
- 1932年（昭和7年）10月21日 - ルーマニア王国：クーロンヌ勲章（英語版）オフイシエー[7]

## その他
- 1935年（昭和10年）、仙台市で開催された第10回全国菓子大博覧会の名誉総裁を引き受けた[8]。

## 系譜
- 祖父：伊達慶邦（陸奥仙台藩第13代藩主）
- 伯父：伊達宗基（陸奥仙台藩第14代藩主）
- 父：伊達邦宗（伊達家第31代当主）
- 母：留守巨梅（留守基治の娘、水沢伊達家第13代（留守氏第30代）当主・留守邦寧の孫）
- 妻：小笠原鞠子（小笠原長幹の四女）[9]
  - 長女：登美子（岩村和俊（岩村一木の長男）夫人）
  - 次女：惠美子（本間英郎夫人）
  - 長男：伊達貞宗（伊達家第33代当主）